# Helen Pankhurst
Helen Pankhurst, CBE (1964), è un'attivista, scrittrice, studiosa ed esperta nello sviluppo internazionale britannica, coinvolta nell'attività per i diritti delle donne. Attualmente è consulente senior di CARE International, che opera nel Regno Unito e in Etiopia. È la pronipote di Emmeline Pankhurst e nipote di Sylvia Pankhurst, entrambe leader nel movimento delle suffragette. Nel 2018 la Pankhurst ha convocato il Centenary Action Group, una coalizione interpartitica di oltre 100 attivisti, politici e organizzazioni per i diritti delle donne che si battono per porre fine agli ostacoli alla partecipazione politica delle donne.

## Biografia

### Primi anni di vita e formazione
Helen Pankhurst è stata educata in Etiopia fino all'età di 12 anni, figlia dello storico Richard Keir Pethick Pankhurst. Lui e sua madre Sylvia Pankhurst, l'ex suffragetta, si erano stabiliti in quel paese negli anni '50. Suo nonno paterno era Silvio Corio, chef italiano e anarchico. La madre di Helen era Rita Eldon Pankhurst, accademica e attivista. Helen ha un fratello, Alula Pankhurst, come entrambi i genitori uno studioso dell'Etiopia.
Ha iniziato i suoi studi in francese, al Lycée Guebre-Mariam di Addis Abeba. La famiglia si trasferì a Londra in seguito al colpo di stato del 1974 che rovesciò l'imperatore Haile Selassie e diede inizio alla guerra civile etiopica. Ha continuato i suoi studi al Lycée Français Charles de Gaulle prima di passare all'Atlantic College in Galles, il primo degli United World Colleges. Ha poi studiato alla Università del Sussex in Inghilterra, al Vassar College di New York e infine all'Università di Edimburgo, in Scozia, dove ha conseguito un dottorato di ricerca in scienze sociali. La sua tesi è stata pubblicata da Zed Press nel 1992 come Gender Development and Identity: An Ethiopian Study.

### Lavoro e attivismo

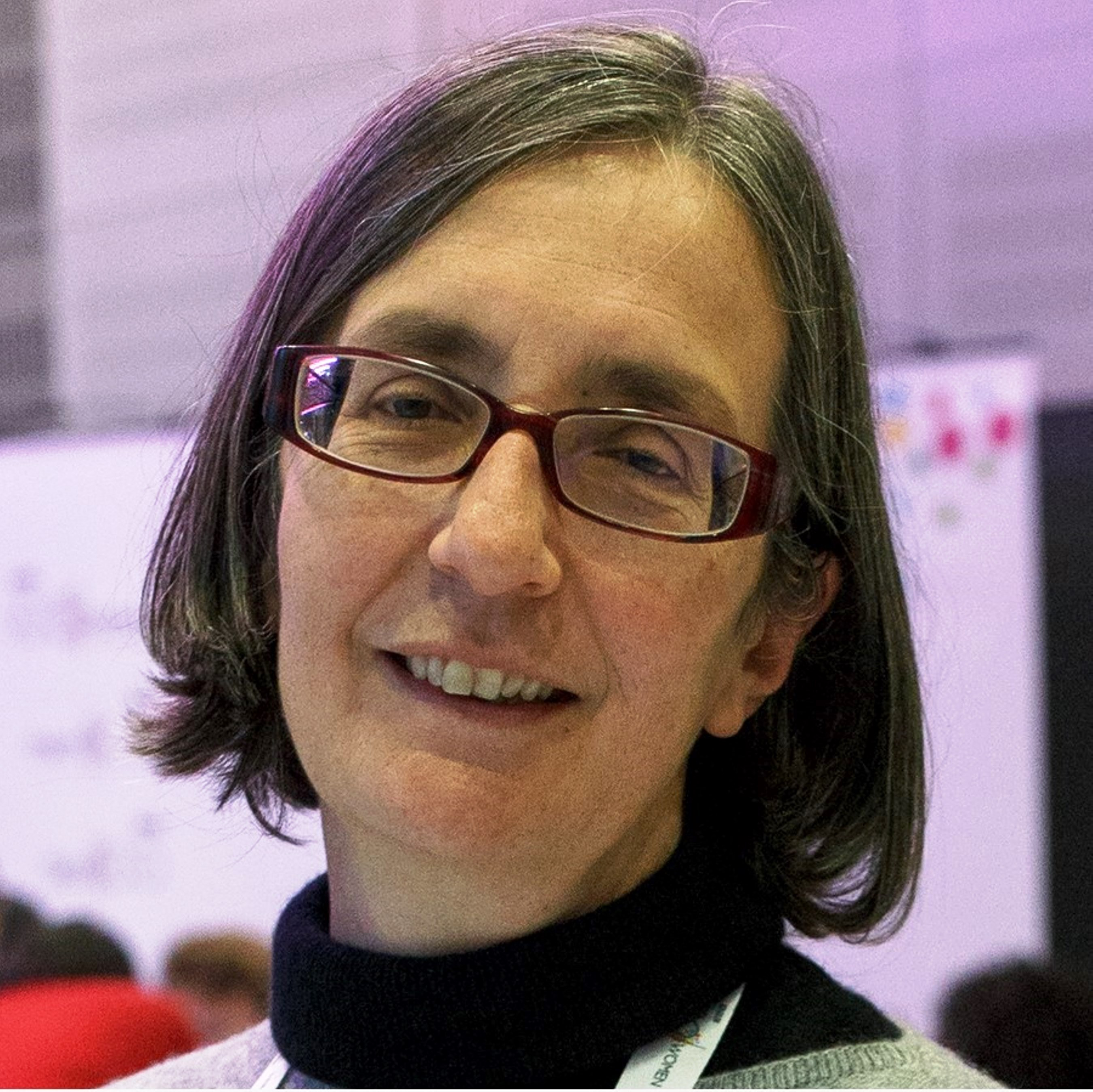
Helen Pankhurst, presso la BBC di Londra, Editathon BBC 100 Women Wikipedia l'8 dicembre 2018

Helen Pankhurst ha lavorato per una serie di organizzazioni internazionali di sviluppo tra cui ACORD, Womankind Worldwide e CARE International, principalmente in Etiopia. La sua attenzione era concentrata su programmi e politiche per lo sviluppo urbano e rurale, igiene e servizi igienico-sanitari dell'acqua e i diritti delle donne.
È stata trustee di WaterAid, Farm Africa e ActionAid ed è stata Visiting Senior Fellow presso la London School of Economics and Political Science (LSE) e Visiting Professor presso l'Università metropolitana di Manchester.
Alla Cerimonia di apertura dei Giochi della XXX Olimpiade, è apparsa accanto alla figlia Laura. Da allora la coppia ha formato un gruppo chiamato Olympic Suffragettes, che si batte su una serie di questioni relative ai diritti delle donne. Dirige e parla anche alla marcia di Londra ogni anno l'8 marzo per la Giornata internazionale della donna.
Nel 2018 la Pankhurst convocò il Centenary Action Group (CAG), una coalizione interpartitica di oltre 100 attivisti, politici e organizzazioni per i diritti delle donne che si battono per porre fine agli ostacoli alla partecipazione politica delle donne. La CDO ha condotto una campagna su questioni che vanno dalla maggiore trasparenza nella selezione dei candidati dei partiti politici alla fine della violenza e degli abusi sulle donne.
Guida e fa parte del comitato direttivo di GM4women2028, un ente di beneficenza che crea cambiamenti per le donne di Manchester. Altri membri del comitato includono la prof Francesca Gains e la professoressa Jill Rubery. Nel febbraio 2021 ha condotto "una rivelazione di una scheda punteggio virtuale" alla presenza di Andy Burnham, il sindaco di Manchester. Le schede punteggio GM4Women2028 tengono traccia dell'uguaglianza di genere mentre Manchester si avvicina al 2028, il centenario della Representation of the People (Equal Franchise) Act 1928, che ha dato a tutte le donne britanniche il diritto di voto in condizioni di parità con gli uomini.
Durante la Pandemia di COVID-19 nel Regno Unito, ha condotto attività di lobbying per conto dei fornitori di assistenza all'infanzia per garantire che fossero trattati in modo equo dal regime di mantenimento del posto di lavoro dal governo.

### Premi e onorificenze
Ha ricevuto un PhD, honoris causa, dalla Edge Hill University. È stata nominata Commendatore dell'Ordine dell'Impero Britannico (CBE) nel New Year Honours 2019 per servizi nell'Uguaglianza di genere. Nell'ottobre 2018 è stata nominata primo rettore dell'Università del Suffolk, un ruolo prevalentemente formale.

### Scritti
Nel 1992 è stato pubblicato il suo libro Gender, Development, and Identity: An Ethiopian Study (Genere, sviluppo e identità: uno studio etiope). Un secondo libro Deeds not Words: The Story Of Women's Rights Then And Now (Fatti non parole: la storia dei diritti delle donne allora e adesso) è stato pubblicato nel febbraio 2018.

### Vita privata
Helen Pankhurst è la pronipote di Emmeline Pankhurst, attivista politica e leader del movimento delle suffragette britanniche e nipote di Sylvia Pankhurst, attivista del movimento delle suffragette nel Regno Unito. È la figlia dello storico Richard Keir Pethick Pankhurst e della bibliotecaria Rita (nata Eldon) Pankhurst, suo fratello è Alula Pankhurst. Le leader delle suffragette Christabel e Adela erano sue prozie. Ha sposato David Loakes (mantenendo il suo cognome da nubile) e ha due figli adulti.
Helen Pankhurst ha suggerito ed avuto un ruolo cameo nel film Suffragette del 2015 insieme a sua figlia. Ha promosso il film in tutto il mondo, visitando Australia, Giappone, Stati Uniti e tutto il Regno Unito.